# Болотіна Нінель Борисівна
Нінель Борисівна Болотіна (14 листопада 1946, Львів — 12 квітня 2012, Київ) — український правознавець, кандидат юридичних наук, доцент. Фахівець з трудового права, права соціального забезпечення, медичного права.

## Біографія
Народилася 14 листопада 1946 року у Львові. У 1972 році закінчила юридичний факультет Львівського державного університету імені Івана Франка.
Працювала юрисконсультом на підприємствах. У 1978—1998 роках — асистент, доцент кафедри трудового, екологічного та аграрного права Львівського державного університету імені Івана Франка.
1985 року закінчила аспірантуру на кафедрі трудового права Ленінградського державного університету та у Всесоюзному НДІ радянського законодавства (Москва) захистила кандидатську дисертацію на тему «Правове забезпечення якості праці на промислових підприємствах».
У 1990 р. їй присвоєне вчене звання доцента. 1998–2001 роки — доцент кафедри трудового права та права соціального забезпечення Одеської національної юридичної академії; 2001–2006 роки — професор, завідувач кафедри цивільно-правових дисциплін Київського юридичного інституту при Національній академії внутрішніх справ України, з 2007 року — професор кафедри цивільного та господарського права ВНЗ «Національна академія управління».
Н. Б. Болотіна автор та співавтор понад 170 наукових і навчальних праць, у тому числі 40 навчальних посібників та підручників з трудового права, права соціального забезпечення, медичного права, три з яких за результатами Всеукраїнського конкурсу на найкраще юридичне видання (1999 р., 2000 р., 2006 р.) відзначені дипломами Спілки юристів України.
Н. Б. Болотіна є одним із авторів «Юридичної енциклопедії» (у 6 т., Київ, 1998–2004 рр.), «Великого енциклопедичного юридичного словника» (Київ, 2007 р.).

## Основні праці
- «О понятии качества труда рабочих и служащих» (1983);
- «Стандарты предприятий по качеству труда и их правовая природа» (1984);
- «Право на оцінку праці в умовах переходу до ринкової економіки» (1992);
- «Соціально/забезпечувальні правовідносини» (1995), «Трудове право України: навчальний посібник» (1996, у співавт.);
- «Концепція кодифікації законодавства про соціальне забезпечення» (1996), «Медичне право у системі права України» (1999);
- «Деякі питання систематизації соціального законодавства» (1999);
- «Соціальне право України: окремі теоретичні проблеми формування та розвитку» (2000);
- «Міжнародне соціальне право: досвід для України щодо стандартизації соціальних прав» (2001);
- «Соціальне законодавство України: Гендерна експертиза» (2001), «Перспективи розвитку медичного права України» (2001);
- «Медичне право України: Збірник нормативно-правових актів», «Медичне право України: Програма навчального курсу» 2001);
- «Трудовий договір за законодавством України: навчальний посібник» (2002);
- «Трудове право України: практикум» (2002);
- «Правовий статус пацієнта» (2003);
- «Трудове право України: підручник» (2003, 2008);
- «Пацієнт як суб'єкт медичних правовідносин у сфері охорони здоров'я» (2003);
- «Соціальні права людини та їх державне забезпечення: сучасні тенденції розвитку» (2003);
- «Соціальне право та його розвиток в Україні» (2003);
- «Міжнародні стандарти соціальних прав та напрямки їх упровадження в юридичну практику України» (2004);
- «Проблемні питання розвитку законодавства України у сфері соціального захисту населення» (2005);
- «Право соціального захисту: становлення і розвиток в Україні: монографія» (2005);
- «Право соціального захисту України: навчальний посібник» (2005, 2008);
- «Трудове право України: модульний навчальний посібник» (2008);
- «Сучасне українське медичне право: монографія» (2010, у співавт.);
- «Право людини на соціальний захист в Україні: навчально-практичний посібник» (2010);
- «Європейська соціальна хартія (переглянута) і Україна» (2011).